# 奈良田温泉
奈良田温泉（ならだおんせん）は、山梨県南巨摩郡早川町奈良田（旧国甲斐国）にある温泉である。
周囲を南アルプスの山々に囲まれており、広河原から始まる北岳、間ノ岳、農鳥岳（白峰三山）縦走路の下山口や登山口として利用されている。また、白峰南嶺の黒河内岳への登山口でもある。
白峰三山を縦走する多くの登山者は、奈良田温泉より北に位置する広河原から入山し、おおむね2泊3日の行程で白峰三山を歩き奈良田温泉へ降りてくる。近代登山の初期には、奈良田温泉付近の登山道には「白峰三山縦走おめでとう」という看板が掛けられ登山者の名物となっていたが、現在は撤去されている。

## 泉質
2つの源泉で泉質が大きく異なるため、併記する。
女帝の湯
- ナトリウム‐塩化物-炭酸水素塩泉（低張性アルカリ高温泉）
- 泉温：42.2℃
- pH：8.6

白根館
- 硫黄泉‐ナトリウム‐塩化物泉（低張性アルカリ高温泉）
- 泉温：49.8℃
- pH：8.8

## 歴史
当地に残る伝説によると、天平年間に孝謙天皇がこの地で湯治を行ったと伝えられている。初めは奈良田より南にある西山温泉を訪れ、その後霊泉を求めてさらに奥へ入って奈良田の地を見つけ、遷居した。住居から早川の流れまで七つの段があるのを見た天皇は「奈良の都は七条なるが、この地は七段。ここも真に奈良である」と言い、これが「奈良田」の地名の由来となった。孝謙天皇は8年間当地で暮らし、村人からは「奈良王」と呼ばれた。その住居跡とされる場所には、現在は奈良王神社が建っている。
奈良田集落は1953年（昭和28年）に西山ダム（奈良田湖）の完成に伴いダムの底に沈んだ。しかし1977年に、奈良田温泉の復活を図るため山梨県企業局が源泉調査を実施した結果、翌1978年に深度212メートル地点で温泉が湧出、1979年に町営施設「奈良田の里温泉」として開業した。その後、1997年（平成9年）に元源泉近くの白根館駐車場付近でも温泉掘削が行なわれ、地下500メートルで湧出。湯の色が透明からグリーン、白濁と刻々変わるため「七不思議の湯」と名付けられている。

## 温泉街

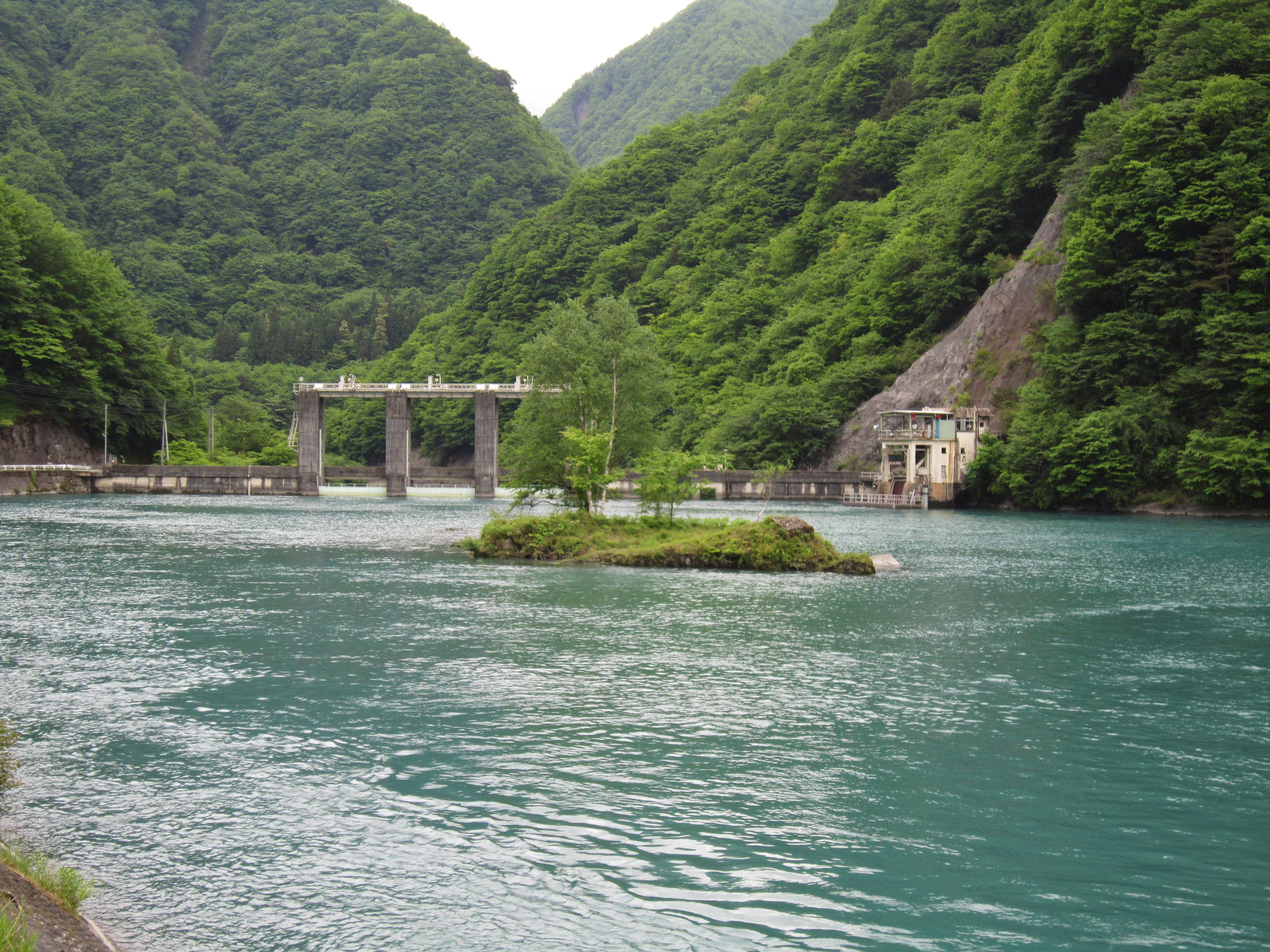
奈良田湖

奈良田湖の左岸に温泉街が存在する。温泉宿として「白根館」があるが、2020年2月末をもって宿泊を休止して日帰り入浴のみとなった。白根館は日本秘湯を守る会、温泉遺産、源泉湯宿を守る会にも所属している。
もう一つの日帰り入浴施設として、町営の「奈良田の里温泉 女帝の湯」がある。女帝の湯の隣には温泉街唯一の宿「秘境冒険民宿山人砦」があり、一般社団法人秘境わくわくエンジンが女帝の湯とともに運営している。宿泊者は女帝の湯が利用できる。

## アクセス
- 身延線身延駅・下部温泉駅より早川町乗合バスでそれぞれ約90分・約70分。
- 中部横断自動車道下部温泉早川ICより自動車で50分。

甲府方面からは、国道52号を南下し、身延町の上沢交差点から山梨県道37号南アルプス公園線を西進・北上する。
当地から北の広河原方面へは2005年（平成17年）からマイカー規制が敷かれているため、当地が県道37号を自家用自動車で自由に往来できる北限になっている。広河原方面へは、山梨交通の路線バスまたは乗合タクシーを利用することになる。なお、マイカー規制期間は6月下旬から11月上旬であるが、それ以外の期間は県道52号の当該区間が冬季閉鎖されるため、関係者以外の車両は実質的に通年進入できない。